# アリス (2022年の映画)
『アリス』（原題:Alice）は2022年に公開されたアメリカ合衆国のスリラー映画である。監督はクリスティン・ヴァー・リンデン、主演はキキ・パーマーが務めた。本作はリンデンの映画監督デビュー作でもある。

## 概略
アリスは奴隷として綿花農場で働かされていたが、農場主（ポール）からの虐待に耐え切れず脱走を図った。森の中を一心不乱に駆け抜けた末、アリスはたまたま出くわしたトラックの運転手（フランク）に保護されるが、そこで驚くべき事実を知る。今は西暦1973年であり、奴隷制度はとうの昔に廃止されたのだと。晴れて自由の身となったアリスだが、そのまま新しい人生を歩む気にはなれなかった。ポールへの怒りが沸々と沸き上がって来たのである。そしてついに、アリスはフランクの協力を得てポールへの復讐を決意する。

## キャスト
- アリス：キキ・パーマー
- フランク：コモン
- ポール・ベネット：ジョニー・リー・ミラー
- ジョセフ：ガイウス・チャールズ
- レイチェル：アリシア・ウィット
- ミセス・ベネット：マデロン・カーティス
- モーゼス：ケネス・ファーマー

## 製作
2019年9月16日、クリスティン・ヴァー・リンデンが本作の監督に起用されたとの報道があった。2020年6月、キキ・パーマー、コモン、ジョニー・リー・ミラー、シンカ・ウォールズの出演が決まったが、結局、ウォールズは本作に出演しなかった。10月、本作の主要撮影がジョージア州のサバンナで始まった。11月30日、ガイウス・チャールズとアリシア・ウィットがキャスト入りした。

## 公開・マーケティング
2021年12月16日、ヴァーティカル・エンターテインメントとロードサイド・アトラクションズが本作の全米配給権を獲得したと報じられた。2022年1月23日、本作はサンダンス映画祭でプレミア上映された。2月12日、本作のオフィシャル・トレイラーが公開された。

## 評価
本作に対する批評家の評価は芳しいものではない。映画批評集積サイトのRotten Tomatoesには61件のレビューがあり、批評家支持率は26%、平均点は10点満点で4.7点となっている。サイト側による批評家の見解の要約は「レイシズムの問題を深く掘り下げようという意図は素晴らしく、キキ・パーマーの演技も始終輝きを放っている。しかし、悲しいことに、『アリス』は複数の点で的外れな作品に仕上がってしまった。」となっている。また、Metacriticには19件のレビューがあり、加重平均値は47/100となっている。